# Пу Сунлин
Пу Сунли́н (кит. трад. 蒲松齡, упр. 蒲松龄, пиньинь Pú Sōnglíng; 5 июня 1640 — 25 февраля 1715) — китайский новеллист, автор сборника «Описание чудесного из кабинета Ляо».

## Биография
Родился 5 июня 1640 года в уезде Цзычуань провинции Шаньдун. Предки его имели мусульманские корни и принадлежали к родовитой знати, но отец обеднел и, не выдержав экзаменов и лишившись дворянских привилегий, занимался торговлей. В годы крестьянской войны 1628—1647 годов его дядя вместе с братом возглавлял местный отряд самообороны и был убит повстанцами. 
Получив классическое образование и принадлежа к бюрократическому сословию учёных, блестящей карьеры Пу Сунлин не сделал, и всю свою жизнь вынужден был прислуживать высшим чиновникам и давать частные уроки. Согласно легенде, в обычае у него было ставить у дороги чайный столик и курительный прибор с трубочкой, останавливая путников и прося их рассказывать ему интересные истории. Помимо того, ему присылали, как сообщает он в предисловии к одному из своих сборников, частные письма с записями мифов, легенд, анекдотов и просто расхожих слухов, которые он литературно обрабатывал.
Лишь в 1711 году, в возрасте 71  года, Пу Сунлин получил на экзамене степень суйгуна, или гуншэна, дававшее ему формальное право поступить в государственное училище Гоцзы-цзянь. Умер он 25 февраля 1715 года в Цзыбо в возрасте 74 лет.

## Творчество
Является автором обширного сочинения «Ляо-чжай-чжи-и» («Описание чудесного из кабинета Ляо»), 16 томов которого заключают в себе около 500 новелл. Они не представляют собой оригинального жанра, а являются лишь блестящей стилизацией традиционных китайских новелл VIII—XVI вв. в стиле сяошо. 
Умело используя как расхожие сюжеты из китайской классической литературы и национального фольклора, так и элементы детектива и фантастики, Пу Сунлин органично объединяет в своих рассказах простонародное, «вульгарное» начало с приёмами классической китайской словесности. С помощью «эзопова языка» и реминисценций из старинной литературы он подвергает острой критике не только государственные порядки, продажность чиновников и насилия чужеземцев-маньчжуров, но и рабскую психологию, невежество и жадность народных низов. Необычайное разнообразие сюжетных коллизий его прозы разрешается главным образом благодаря вмешательству потусторонних сил, действия которых проявляются на бытовом уровне, отражая стремление современной ему литературы к проблемам реальной повседневности, с её трагическими социальными противоречиями, запутанными житейскими ситуациями и сложными коллизиями межчеловеческих отношений.
Помимо новелл, Пу Сунлин является автором свыше 1100 стихотворений в стиле «ши» и романсов в стиле «цы», множества эссе «гувэнь» и трёх драм «цзацзюй».

## История публикации
Первый вариант своего сборника Пу Сунлин закончил не позднее 1679 года, и в дальнейшем, вплоть до 1707 года, дополнял его и перерабатывал. Его рассказы до первого ксилографического их издания в 1766 году расходились в рукописях. Единственный сохранившийся полный их список относится к 1752 году. 
В 1955 году в КНР опубликована была первая подлинная авторская рукопись «Рассказов Ляо Чжая о необычайном». Она была найдена в 1948 году, после освобождения уезда Сифэн на северо-востоке Китая, в крестьянском доме. Сличение надписи, сделанной Пу Сунлином на известном его портрете, со знаками рукописи, подтвердила принадлежность последней самому автору, вписавшему своею рукой также и замечания видного критика XVII — начала XVIII века Ван Шичжэня. К сожалению, обнаружена лишь часть рукописи, содержащая около половины рассказов о чудесах. В 1962 году вышло в свет подготовленное Чжан Юхэ новое, трехтомное издание рассказов Пу Сунлина, в котором сведены были воедино все наличествующие комментарии, а тексты сверены с авторской рукописью.

## История переводов
Будучи популярными в старом Цинском Китае, новеллы Пу Сунлина довольно рано стали предметом внимания для иностранных переводчиков, несмотря на их сложный язык, изобилующий литературными и историческими реминисценциями. 
Наиболее удачным русским переводом является перевод известного отечественного филолога-китаеведа акад. В. М. Алексеева, публиковавшийся отдельными сборниками в 1922 («Лисьи чары»), 1923 («Монахи-волшебники»), 1928 («Странные истории») и 1937 («Рассказы о людях необычайных») гг.,
а затем неоднократно переиздававшийся советским издательством «Художественная литература» под редакцией ученика В. М. Алексеева востоковеда Н. Ф. Федоренко и др.. 
Из почти 500 новелл Пу Сунлина, многие из которых имеют фривольное содержание, из-за чего сборники их официально были запрещены к публикации в самом Китае ещё в XVIII веке, В. М. Алексеевым переведено было около половины, опубликовано всего 158. В 2000 году издательским центром «Петербургское востоковедение» выпущено было полное однотомное собрание всех переводов новеллистики Пу Сунлина В. М. Алексеевым, которое, однако, не отражало, как было сказано выше, абсолютно всего творчества знаменитого китайского писателя. В 2018 году этот сборник переводов был переиздан московским издательством «Восточная литература» без каких-либо дополнений.
В 1961 году в СССР издательством «Художественная литература» под редакцией известного синолога Л. Д. Позднеевой вышли выполненные П. М. Устином и А. А. Файнгаром переводы ещё 49 новелл Пу Сунлина, 48 из которых ранее на русском языке не издавались.
В 2022 году издательство Санкт-Петербургского государственного университета начало выпуск полного собрания новелл Пу Сунлина в семи томах в переводе и под редакцией синолога Александра Сторожука.

## Публикации на русском языке
- Ляо-Чжай. Лисьи чары / Пер. с кит. В. М. Алексеева. — Петроград: Изд-во «Всемирная литература», 1922. — 160 с.
- Ляо-Чжай. Монахи-волшебники / Пер. с кит. В. М. Алексеева. — Петроград: ОГИЗ, 1923. — 280 с.: ил. — (Всемирная литература).
- Ляо-Чжай. Странные истории / Пер. с кит. В. М. Алексеева. — Л.: ОГИЗ, 1928.
- Ляо-Чжай. Рассказы о людях необычайных / Пер. с кит. В. М. Алексеева. — М.: Изд-во АН СССР, 1937. — 494 с.
- Пу Сун-Лин. Рассказы о людях необычайных / Пер. с кит. акад. В. М. Алексеева. Под ред. Н. Ф. Федоренко. — М.: Гослитиздат, 1954. — 284 с.
- Пу Сун-Лин. Лисьи чары. Странные истории/ Пер. с кит. акад. В. М. Алексеева. Под ред. Н. Ф. Федоренко. — М.: ГИХЛ, 1955. — 296 с.
- Пу Сун-лин. Монахи-волшебники. Рассказы о людях необычайных / Пер. с кит. акад. В. М. Алексеева. Под ред. Н. Ф. Федоренко. — М.: ГИХЛ, 1957. — 564 с.: ил.
- Пу Сун-лин. Новеллы / Пер. с кит. П. М. Устина, А. А. Файнгара. Под ред. Л. Д. Позднеевой. — М.: Художественная литература, 1961. — 384 с.: ил.
- Пу Сун-лин. Рассказы Ляо Чжая о чудесах / Пер. с кит. акад. В. М. Алексеева. Сост. Л. З. Эйдлин. — М.: Художественная литература, 1973. — 576 с.: ил.
- Пу Сунлин. Рассказы Ляо Чжая о необычайном / Пер. с кит. В. М. Алексеева. Сост. М. В. Баньковской. — М.: Художественная литература, 1988. — 560 с.: ил. — (Библиотека китайской литературы). — ISBN 5-280-00369-7.
- Пу Сунлин. Монахи-волшебники. Рассказы о людях необычайных / Пер. с кит. В. М. Алексеева. Сост. Н. Ф. Федоренко. — М.: Правда, 1988. — 560 с.: ил.
- Пу Сун-лин. Наваждение за наваждением: Новеллы / Пер. с кит. В. М. Алексеева. Вступ. ст. Ю. А. Сорокина. — М.: Педагогика-пресс, 1994. — 238 с. : ил. — ISBN 5-7155-0634-4.
- Пу Сун-лин. Странные истории из Кабинета Неудачника (Ляо Чжай чжи и) / Пер. с кит. В. М. Алексеева. Сост. М. В. Баньковской. — СПб.: Центр «Петербургское Востоковедение», 2000. — 784 с.:  ил. — ISBN 5-85803-092-0. — 1500 экз. [Наиболее полное издание, включает 158 новелл]
- Пу Сун-лин. Рассказы Ляо Чжая о чудесах. — СПб.: Азбука, 2000. — 400 с. — (Азбука-классика). — ISBN 5-267-00061-2.
- Пу Сун-лин. Искусство лисьих наваждений: Китайские предания о чудесах / Пер. с кит. В. М. Алексеева. — М.: Эксмо, 2003. — 430 с.: ил. — (Антология мудрости). — ISBN 5-699-01626-0.
- Пу Сун-лин. Странные истории. Рассказы о людях необычайных / Пер. с кит. В. М. Алексеева. — М.: Изд-во «Восточная литература», 2007. — 400 с. — ISBN 978-5-02-018540-1.
- Пу Сун-лин. Лисьи чары. Монахи-волшебники. / Пер. с кит. В. М. Алексеева. — М.: Изд-во «Восточная литература», 2008. — 320 с. — ISBN 978-5-02-018539-5.
- Пу Сунлин. Странные истории Ляо Чжая / Пер. с кит. В. М. Алексеева. Под ред. Б. Л. Рифтина. — М.: Изд-во «Восточная литература», 2018. — 845 с. — (Библиотека китайской литературы). — ISBN 978-5-9907945-6-6.
- Пу Сунлин. Ляо Чжай чжи и (Странные истории из кабинета неудачника): В 7 т. — Т. 1. — СПб.: Изд-во СПбГУ, 2022. — 568 с. — ISBN 978-5-288-06233-9.
- Пу Сунлин. Ляо Чжай чжи и (Странные истории из кабинета неудачника): В 7 т. — Т. 2. — СПб.: Изд-во СПбГУ, 2023. — 628 с. — ISBN 978-5-288-06354-1.